# 8-ма паралель південної широти
8-ма паралель південної широти — лінія широти, що лежить на 8 градусів південніше земної екваторіальної площини. Вона проходить через Атлантичний океан, Африку, Індійський океан, Південно-Східну Азію, Австралазію, Тихий океан та Південну Америку.
Через паралель проходить частина кордону між Демократичною Республікою Конго та Анголою, а також північний морський кордон Островів Кука (між 1167-мим та 156-тим меридіанами західної довготи).

## Список географічних об'єктів, що перетинає 8° пд. ш.
Починаючи з Гринвіцького меридіану та рухаючись на схід, 8-ма паралель південної широти проходить через:
| Координати                                                 | Країна, територія або море               | Примітки |
| ---------------------------------------------------------- | ---------------------------------------- | --- |
| 8°0′ пд. ш. 0°0′ сх. д. / 8.000° пд. ш. 0.000° сх. д.      | Атлантичний океан                        | |
| 8°0′ пд. ш. 13°11′ сх. д. / 8.000° пд. ш. 13.183° сх. д.   | Ангола                                   | |
| 8°0′ пд. ш. 17°29′ сх. д. / 8.000° пд. ш. 17.483° сх. д.   | ДР Конго                                 | |
| 8°0′ пд. ш. 18°10′ сх. д. / 8.000° пд. ш. 18.167° сх. д.   | Ангола                                   | |
| 8°0′ пд. ш. 18°18′ сх. д. / 8.000° пд. ш. 18.300° сх. д.   | ДР Конго                                 | |
| 8°0′ пд. ш. 18°23′ сх. д. / 8.000° пд. ш. 18.383° сх. д.   | Становить кордон між ДР Конго та Анголою | |
| 8°0′ пд. ш. 18°31′ сх. д. / 8.000° пд. ш. 18.517° сх. д.   | Ангола                                   | |
| 8°0′ пд. ш. 18°48′ сх. д. / 8.000° пд. ш. 18.800° сх. д.   | Становить кордон між ДР Конго та Анголою | |
| 8°0′ пд. ш. 19°22′ сх. д. / 8.000° пд. ш. 19.367° сх. д.   | Ангола                                   | |
| 8°0′ пд. ш. 21°46′ сх. д. / 8.000° пд. ш. 21.767° сх. д.   | ДР Конго                                 | |
| 8°0′ пд. ш. 30°27′ сх. д. / 8.000° пд. ш. 30.450° сх. д.   | Озеро Танганьїка                         | |
| 8°0′ пд. ш. 30°53′ сх. д. / 8.000° пд. ш. 30.883° сх. д.   | Танзанія                                 | |
| 8°0′ пд. ш. 39°27′ сх. д. / 8.000° пд. ш. 39.450° сх. д.   | Індійський океан                         | Проходить південніше острова Мафія, Танзанія |
| 8°0′ пд. ш. 39°45′ сх. д. / 8.000° пд. ш. 39.750° сх. д.   | Танзанія                                 | Проходить через острів Чоле[en] |
| 8°0′ пд. ш. 39°48′ сх. д. / 8.000° пд. ш. 39.800° сх. д.   | Індійський океан                         | |
| 8°0′ пд. ш. 110°15′ сх. д. / 8.000° пд. ш. 110.250° сх. д. | Індонезія                                | Проходить через острів Ява |
| 8°0′ пд. ш. 114°25′ сх. д. / 8.000° пд. ш. 114.417° сх. д. | Море Балі                                | Проходить північніше острова Балі, Індонезія |
| 8°0′ пд. ш. 117°9′ сх. д. / 8.000° пд. ш. 117.150° сх. д.  | Море Флорес                              | Проходить північніше острова Сумбава, Індонезія |
| 8°0′ пд. ш. 122°47′ сх. д. / 8.000° пд. ш. 122.783° сх. д. | Море Банда                               | Проходить північніше островів Флорес та Алор, Індонезія                                                                                                  |
| 8°0′ пд. ш. 125°43′ сх. д. / 8.000° пд. ш. 125.717° сх. д. | Індонезія                                | Проходить через острови Ліран[en] та Ветар |
| 8°0′ пд. ш. 125°48′ сх. д. / 8.000° пд. ш. 125.800° сх. д. | Ветарська протока[en]                    | Проходить північніше острова Кісар[en], Індонезія |
| 8°0′ пд. ш. 129°39′ сх. д. / 8.000° пд. ш. 129.650° сх. д. | Індонезія                                | Проходить через острів Бабар[en] |
| 8°0′ пд. ш. 129°48′ сх. д. / 8.000° пд. ш. 129.800° сх. д. | Тиморське море                           | |
| 8°0′ пд. ш. 131°12′ сх. д. / 8.000° пд. ш. 131.200° сх. д. | Індонезія                                | Проходить через острів Ямдена |
| 8°0′ пд. ш. 131°19′ сх. д. / 8.000° пд. ш. 131.317° сх. д. | Арафурське море                          | |
| 8°0′ пд. ш. 137°50′ сх. д. / 8.000° пд. ш. 137.833° сх. д. | Індонезія                                | Проходить через острів Йос-Сударсо та Нову Гвінею |
| 8°0′ пд. ш. 141°1′ сх. д. / 8.000° пд. ш. 141.017° сх. д.  | Папуа Нова Гвінея                        | Проходить через Нову Гвінею |
| 8°0′ пд. ш. 143°55′ сх. д. / 8.000° пд. ш. 143.917° сх. д. | Затока Папуа                             | |
| 8°0′ пд. ш. 145°48′ сх. д. / 8.000° пд. ш. 145.800° сх. д. | Папуа Нова Гвінея                        | Проходить через Нову Гвінею |
| 8°0′ пд. ш. 147°57′ сх. д. / 8.000° пд. ш. 147.950° сх. д. | Соломонове море                          | |
| 8°0′ пд. ш. 156°31′ сх. д. / 8.000° пд. ш. 156.517° сх. д. | Соломонові Острови                       | Проходить через острів Ранонгга[en] |
| 8°0′ пд. ш. 156°35′ сх. д. / 8.000° пд. ш. 156.583° сх. д. | Соломонове море                          | |
| 8°0′ пд. ш. 156°56′ сх. д. / 8.000° пд. ш. 156.933° сх. д. | Соломонові Острови                       | Проходить через острів Коломбангара |
| 8°0′ пд. ш. 157°11′ сх. д. / 8.000° пд. ш. 157.183° сх. д. | Затока Кула[en]                          | |
| 8°0′ пд. ш. 157°23′ сх. д. / 8.000° пд. ш. 157.383° сх. д. | Соломонові Острови                       | Проходить через острів Нова Джорджія |
| 8°0′ пд. ш. 157°33′ сх. д. / 8.000° пд. ш. 157.550° сх. д. | Протока Нова Джорджія[en]                | |
| 8°0′ пд. ш. 158°53′ сх. д. / 8.000° пд. ш. 158.883° сх. д. | Соломонові Острови                       | Проходить через острів Санта-Ісабель |
| 8°0′ пд. ш. 159°24′ сх. д. / 8.000° пд. ш. 159.400° сх. д. | Тихий океан                              | Проходить південніше острова Дай, Соломонові Острови |
| 8°0′ пд. ш. 178°20′ сх. д. / 8.000° пд. ш. 178.333° сх. д. | Тувалу                                   | Проходить через атол Нукуфетау |
| 8°0′ пд. ш. 178°24′ сх. д. / 8.000° пд. ш. 178.400° сх. д. | Тихий океан                              | Становить північний морський кордон Островів Кука |
| 8°0′ пд. ш. 140°43′ зх. д. / 8.000° пд. ш. 140.717° зх. д. | Французька Полінезія                     | Проходить через острів Еіао[en] |
| 8°0′ пд. ш. 140°40′ зх. д. / 8.000° пд. ш. 140.667° зх. д. | Тихий океан                              | |
| 8°0′ пд. ш. 79°13′ зх. д. / 8.000° пд. ш. 79.217° зх. д.   | Перу                                     | |
| 8°0′ пд. ш. 73°40′ зх. д. / 8.000° пд. ш. 73.667° зх. д.   | Бразилія                                 | Акрі Амазонас Рондонія Амазонас Мату-Гросу Пара Токантінс Мараньян — приблизно на 11 км Піауї Пернамбуку Параїба Пернамбуку— проходить північніше Ресіфі |
| 8°0′ пд. ш. 34°50′ зх. д. / 8.000° пд. ш. 34.833° зх. д.   | Атлантичний океан                        | Проходить південніше острова Вознесіння, Острови Святої Єлени, Вознесіння і Тристан-да-Кунья                                                             |